# Ратушная аптека
Ра́тушная апте́ка, также аптека Ра́э (эст. Raeapteek) — старейшее аптечное учреждение Таллина, Эстония. Здание аптеки внесено в Государственный регистр памятников культуры Эстонии как памятник архитектуры и исторический памятник IV—XX веков.
Аптека находится в центре города напротив городской ратуши, в доме № 11 на Ратушной площади, и является одной из старейших действующих аптек в Европе. Работает в одном и том же здании с начала XV века. Это также старейшее действующее коммерческое заведение и старейшее медицинское учреждение Таллина и Эстонии.
Первое известное изображение Ратушной аптеки — масляная картина, показывающая ратушную площадь 1800 года. Первые фотографии датируются 1889 годом.

## История
Историки не смогли определить, когда именно открылась аптека, но старейшие из доступных записей показывают, что Ратушная аптека принадлежала уже своему третьему владельцу в 1422 году. Некоторые учёные считают годом открытия 1415 год.
В книге записей городского совета есть запись химика Нуклеуса, который заявил, что владельцами аптеки являются 10 «честных людей», большинство из которых — старейшины. Другие документы, датированные 1422 годом и позже, сообщают, что первым аптекарем был Иоганн Мольнер и что лекарства уже продавались в аптеках во второй половине XV века.
В аптеке также продавались сладости, вина, бумага, ткани, порох, оружейная дробь, воск, специи и др.
В своём рассказе «Мартов хлеб» Яан Кросс описал, как в 1441 году аптекарский подмастерье Март, смешивая лекарства для местного ратмана, изобрёл рецепт марципана.

### Династия Бурхартов: 1582—1911 годы
Династия Бурхартов наиболее тесно связана с историей аптеки, в которой проработало более десяти поколений в течение более чем 325 лет — с 1582 по 1911 год.
Между 1579 и 1581 годами венгерский иммигрант по имени Иоганн Бурхарт Белавари де Секава переехал в Ревель из своего родного города Пресбурга (ныне Братислава) и получил в аренду от городского совета для начала своего предпринимательства аптеку. Он стал первым в длинной династии фармацевтов, которые держали ратушную аптеку.
Иоганн Бурхарт также начал семейную традицию давать первенцу-сыну имя Иоганна, от которого всегда ожидали продолжение семейного бизнеса. Эта традиция велась в течение восьми будущих поколений, до конца XIX века, когда родился десятый Иоганн, названный Иоганном X Бурхартом.
Бурхарты были хорошо образованными и часто были не только фармацевтами, но и врачами. Они сыграли значительную роль в жизни города. Мужественное поведение Бурхарта I во время чумы отмечал в своей «Хроники провинции Ливонии» Бальтазар Руссов. А в 1571 году эпидемия чумы началась с аптеки.
В 1688 году Иоганн Бурхарт IV выкупил аптеку у городского совета за 600 талеров. В 1690 году права династии Бурхартов были подтверждены подписью правящего короля Швеции Карла XI.
В 1710 году Иоганн Бурхарт V начал свою карьеру в то время, когда Ревель страдал от эпидемии чумы. Когда Ревель капитулировал перед войсками Русского государства во время Великой северной войны, он был одним из первых, кто оказал русской армии помощь с лекарствами. В 1716 году он стал врачом города и врачом гарнизона и военно-морского госпиталя.
Слава семьи Бурхартов стала настолько велика, что в 1725 году российский император Пётр I якобы призвал Иоганна Бурхарта VI к своему смертному одру, но умер прежде, чем Бурхарт приехал в Санкт-Петербург.
В 1802 году Иоганн Бурхарт VIII основал частный музей, назвав его «Mon faible». Несколько экспонатов из его коллекции сейчас представлены в эстонском историческом музее. В 1802 году он провёл первую художественную выставку в Таллине.
Последние два Бурхарта были людьми болезненными и не могли контролировать аптеку, поэтому снова сдали её в аренду. Правление Бурхартов подошло к концу в 1890-х годах со смертью последнего наследника по мужской линии Иоганна X Бурхардта. Сестры Иоганна X продали имущество в 1911 году в К. Р. Лехберту, покончив с семейным бизнесом, который продолжался в течение десяти поколений.

### 1911—1940
В период 1911—1940 годов аптека принадлежала семействам Лехбертов (нем. Lehbert) и Шнайдеров (нем. Schneider). В 1908 году в аптечной лаборатории К. Р. Лехберт начал работать над производством препарата против анемия «Ферратол». Его можно считать первым продуктом эстонской фармацевтической промышленности.

### 1944—1991 годы
Во время советского периода аптека Раэ была государственным учреждением и одним из самых посещаемых аптек города. В 1978 году в ней работали 32 человека, из них 8 провизоров. С 1950 года заведующим аптекой был Х. Лийас.

### С 1991 года по настоящее время
После 1990 года вся аптека прошла обширную реконструкцию, так как ремонту не уделялось должного внимания в течение почти 50 лет. Эта реконструкция длилась более 10 лет до 2003 года. Её владельцы бережно сохранили исторический интерьер: резная мебель, канделябры, старинные склянки и трактаты, ручной кассовый аппарат и другие детали придают аптеке особый шарм и делают посещение запоминающимся.
В настоящее время основная часть аптеки находится на первом этаже и продаёт самые современные лекарственные средства.
На первом этаже аптеки действует антикварный магазин, а в 1999 году на втором этаже был открыт чесночный ресторан «Бальтазар» («Baltazar») (закрылся в 2020 году).

## Особенности
Рядом с современной аптекой на первом этаже есть небольшой музей, в котором показаны старые медицинские документы, исторические аптекарские инструменты и другие раритеты. Также в музее есть большой каменный герб династии Бурхардтов, датированный 1635 годом. На нём изображён грифон с короной и розой между лилиями.
На втором этаже находится каменный столп, на котором каменщик вырезал дату 1663 года вместе с гербом Бурхардтов.

## Продаваемые аптекой товары
В Средневековье клиенты могли купить для лечения сок мумии (порошок из мумии, смешанный с жидкостью), порошок из сожжённых ежей, сожжённых пчёл, порошок из летучих мышей, змеиное зелье и порошок из рога единорога.
Кроме того, были доступны земляные черви, гнёзда ласточек и различные травы и духи.
Также были доступны и продовольственные товары, такие как конфеты, печенье и марципан.
Также в аптеке можно было выпить стакан Кларета (Рейнвейн с добавлением сахара и пряностей). Позже аптека получила привилегию на ежегодный беспошлинный импорт около 400 литров французского коньяка.
В аптеке также продавались бумага, чернила, сургуч, красители, порох, окатыши, специи, свечи и факелы. Когда табак был доставлен в Европу и в конечном итоге в Эстонию, аптека была первым местом его продажи.